# 2014년 5월
| 2014년: 1월 · 2월 · 3월 · 4월 · 5월 · 6월 · 7월 · 8월 · 9월 · 10월 · 11월 · 12월 |

| <          | 2014년 5월 | 2014년 5월 | 2014년 5월 | 2014년 5월  | 2014년 5월 | >          |
| 일         | 월         | 화         | 수         | 목          | 금         | 토         |
|            |            |            |            | 1 4.3 임신  | 2 4 계유   | 3 5 갑술   |
| 4 6 을해   | 5 7 병자   | 6 8 정축   | 7 9 무인   | 8 10 기묘   | 9 11 경진  | 10 12 신사 |
| 11 13 임오 | 12 14 계미 | 13 15 갑신 | 14 16 을유 | 15 17 병술  | 16 18 정해 | 17 19 무자 |
| 18 20 기축 | 19 21 경인 | 20 22 신묘 | 21 23 임진 | 22 24 계사  | 23 25 갑오 | 24 26 을미 |
| 25 27 병신 | 26 28 정유 | 27 29 무술 | 28 30 기해 | 29 5.1 경자 | 30 2 신축  | 31 3 임인  |

| - 5월 29일 - 자드사이드 엘 하산 - 5월 28일 : 아프가니스탄 대통령 선거 2차전 - 5월 26일 ~ 27일 : 이집트 대통령 선거 - 5월 25일 : 벨기에 총선 - 5월 25일 : 콜롬비아 대통령 선거 - 5월 25일 : 리투아니아 대통령 선거 2차전 - 5월 25일 : 우크라이나 대통령 선거 1차전 - 5월 22일 ~ 25일 : 유럽 연합 총선 - 5월 20일 : 말라위 총선 - 5월 18일 : 기니비사우 대통령 선거 - 5월 11일 : 리투아니아 대통령 선거 - 5월 07일 : 남아프리카 공화국 총선 - 5월 04일 : 파나마 총선 - 4월 07일 ~ 5월 12일 : 인도 총선 편집하기 |

## 2014년 5월 31일 (토요일)
정치
- 조선민주주의인민공화국이 억류 중인 대한민국 국적의 선교사 김정욱씨에게 무기교화형을 선고했다고 조선중앙통신이 밝혔다.

## 2014년 5월 30일 (금요일)
사고
- 세월호 4층 창문 절단작업을 하던 민간잠수사 이 모씨가 산소 용접 폭발로 추정되는 사고로 사망하였다.

## 2014년 5월 29일 (목요일)
사회
- 대한민국의 국영방송인 KBS 제1,2 노조 공동으로 길환영 KBS 사장의 퇴임을 요구하며 무기한 파업에 들어갔다.

국제
- 조선민주주의인민공화국이 일본인 납북 피해자 문제를 전면 재조사하기로 일본 정부와 공식 합의하였다.

사고
- 서울특별시 용산구 용산동과 중구 회현동을 잇는 남산3호터널안에서 시청 방면으로 달리던 제네시스와 에쿠스 차량이 충돌하는 사고가 발생하였다. 이 사고로 제네시스 차량에 타고 있던 자드사이드 엘 하산 주한 레바논 대사가 사망하였다.

## 2014년 5월 28일 (수요일)
정치
- 안대희 대한민국 국무총리 후보자가 전관예우 논란 등의 이유로 사퇴하였다.

사고
- 전라남도 장성군의 효사랑 요양병원에서 80대 치매 입원 노인의 방화로 추정되는 화재가 발생하여 21명이 사망하였다.

- 서울특별시 강남구의 서울지하철 3호선 도곡역에서 오금역 방면으로 달리던 서울메트로 3000호대 VVVF 전동차에서 70대 노인이 좌석에 불을 붙여 화재가 발생하였으나 서울메트로 직원들의 초기진압 및 신속한 승객 대피로 인명피해는 발생하지 않았다.

- 서울특별시 동대문구의 홈플러스 동대문점 주차장에서 차량 화재가 발생하였으나 직원들의 신속한 대처로 고객들은 모두 대피하였으며, 사고차량인 쏘렌토 운전자만 부상을 입었다.

## 2014년 5월 26일 (월요일)
경제
- 다음과 카카오톡이 병합되었다.

사고
- 경기도 고양시 고양종합터미널에서 화재가 발생하여 6명이 사망하였고, 고양종합터미널에서 운행되던 모든 노선이 인근 화정터미널로 임시 이관되었다.

국제
- 우크라이나 대통령 선거에서 페트로 포로셴코가 당선되었다.
- 이집트 대통령 선거에서 압둘팟타흐 시시가 당선되었다.

## 2014년 5월 24일 (토요일)
국제
- 그리스 에게해에서 규모 6.9의 강진이 발생해 270여명이 부상당했다.

## 2014년 5월 22일 (목요일)
국제
- 중화인민공화국 우루무치시에서 폭탄 테러가 발생해 43명이 사망했고 90명 이상이 부상을 입었다.
- 태국에서 쿠데타가 일어났다.

## 2014년 5월 19일 (월요일)
정치
- 대한민국 박근혜 대통령은 세월호 침몰 사고 관련 대국민 담화에서 해양경찰청 해체를 선언하였고, 대국민 사과를 하였다.

## 2014년 5월 16일 (금요일)
국제정서
- 일본정부가 집단자위권 공식 행사를 선언하였다.

## 2014년 5월 13일 (화요일)
사고
- 조선민주주의인민공화국 평양직할시 평천구역에서 초대형 대규모 아파트 붕괴사고가 일어나 수백명 이상의 대규모 인명피해가 발생한 것으로 보도됐다.

국제
- 발칸반도의 보스니아 헤르체고비나와 세르비아에서 홍수가 발생해 50명 이상이 사망했다.
- 튀르키예 마니사주 소마 탄광에서 폭발 사고가 일어나 광부 301명이 사망하고 80여명 이상이 부상당했다.

## 2014년 5월 12일 (월요일)
교통
- ITX-새마을이 운행을 개시했다.

## 2014년 5월 11일 (일요일)
국제
- 우크라이나 루한스크주에서 루한스크 주민투표가 독립 찬성 96%로 통과되었다.
- 우크라이나 도네츠크주에서 도네츠크 주민투표가 독립 찬성 89%로 통과되었다.

## 2014년 5월 10일 (토요일)
사고
- 서울특별시 강남구 신사동 가로수길에서 철거 중이던 건물이 무너졌으나 인명피해는 없었다.

국제
- 베트남 호치민시 중국총영사관 앞에서 100여 명이 남중국해 중국의 파라셀 제도 석유 채굴에 항의하는 시위를 벌였다. 이후 약 2개월에 걸쳐 베트남 전역에서 반중국 시위가 계속되었다.
- 유로비전 송 콘테스트 2014에서 오스트리아의 콘치타 부르슈트가 "Rise Like a Phoenix"로 우승하였다.

## 2014년 5월 7일 (수요일)
국제
- 태국 헌법재판소에서 잉락 총리 해임이 가결되었다.

## 2014년 5월 5일 (월요일)
국제
- 케냐 나이로비에서 연쇄 폭탄 테러가 일어나 3명이 사망하고 62명이 부상을 입었다.
- 일본 도쿄 부근에서 규모 6.2의 지진이 일어났으나 쓰나미 피해는 없었다.

## 2014년 5월 3일 (토요일)
국제
- 아프가니스탄 바다흐샨주에서 산사태가 발생하여 350명이 사망하고 2100여명이 실종되었다.

## 2014년 5월 2일 (금요일)
국제
- 우크라이나 오데사에서 친러시아와 친우크라이나 세력 간 충돌로 43명이 사망하고 173명이 부상을 입었다.
- 미국 뉴욕에서 맨해튼으로 가는 뉴욕지하철 F선 전동차가 탈선해서 20여명이 다쳤다.

사고
- 대한민국 서울 상왕십리역에서 잠실역 방면으로 달리던 두 전동차간 충돌로 200여명이 부상을 입었다.